# سیاه‌مرغ بولیوی
سیاه‌مرغ بولیوی (نام علمی: Oreopsar bolivianus) نام یک گونه از تیره سیاه‌پره‌ایان است.